# Kaltenkirchener TS
Die Kaltenkirchener TS (offiziell: Kaltenkirchener Turnerschaft von 1894 e. V.) ist ein Sportverein aus Kaltenkirchen im Kreis Segeberg in Schleswig-Holstein.

## Geschichte und Angebot
Im Jahre 1894 wurde ein namentlich nicht bekannter Sportverein gegründet, der jedoch nur kurz existierte. Am 30. Mai 1896 wurde der Männerturnverein MTV Kaltenkirchen gegründet. Nach dem Ende des Ersten Weltkrieges wurde am 13. April 1919 die Kaltenkirchener Turnerschaft gegründet. Drei Jahre später wurde der Fußballverein VfR Kaltenkirchen gegründet, der sich am 1. Mai 1924 der Turnerschaft anschloss. Am 15. April 1946 wurde der Verein erneut gegründet. Jedoch wurde die Neugründung mit Wirkung vom 1. Mai 1946 wieder aufgelöst, da die Genehmigung der britischen Militärregierung fehlte. Diese wurde später erteilt. Das Sportangebot der Kaltenkirchener TS umfasst Aikidō, Badminton, Basketball, Boxen, Fußball, Handball, Judo, Karate, Leichtathletik, Schwimmen, Tischtennis, Triathlon, Turnen und Volleyball.

## Tischtennis
Die Frauenmannschaft stieg im Jahre 2004 in die 2. Bundesliga Nord auf. Drei Jahre später wurde die Mannschaft Vizemeister hinter der DJK TuS Essen-Holsterhausen. 2009 wurden die Kaltenkirchenerinnen erneut Vizemeister, dieses Mal hinter der zweiten Mannschaft des MTV Tostedt. Da diese Mannschaft nicht aufsteigen durfte, weil deren erste Mannschaft bereits in der Bundesliga spielte, erhielt die Kaltenkirchener Turnerschaft die Möglichkeit des Nachrückens. Hierauf wurde von Vereinsseite jedoch verzichtet. Im Jahre 2011 stieg die Mannschaft ab.

## Volleyball
Die Volleyball-Mannschaft der Männer spielte in der Saison 1990/91 in der 2. Bundesliga Nord. Dort belegte die Mannschaft den siebten von zehn Plätzen. Trotz des sportlichen Klassenerhaltes verzichtete der Verein auf einen Start in der folgenden Spielzeit und zog die Mannschaft zurück.

## Fußball
Die Fußballer der Kaltenkirchener Turnerschaft spielten in den 2000er Jahren in der Bezirksoberliga Süd und nach der Ligareform von 2008 in der Verbandsliga Süd-West. Dort wurde die Mannschaft im Jahre 2022 Meister und stieg in die Landesliga Holstein auf. Dort wurden die Kaltenkirchener in der folgenden Saison 2022/23 auf Anhieb Vizemeister hinter dem SV Grün-Weiß Siebenbäumen, scheiterten aber in der folgenden Aufstiegsrunde zur Oberliga Schleswig-Holstein am VfR Neumünster. 
Ein Jahr später wurde die Mannschaft erneut Vizemeister, dieses Mal hinter Eutin 08. In den Aufstiegsspielen zur Oberliga scheiterten die Kaltenkirchener nach Hin- und Rückspiel an der SpVg Eidertal Molfsee. Schließlich wurde die Mannschaft 2025 Meister der Landesliga und stieg in die Oberliga auf. Parallel dazu erreichten die Kaltenkirchener das Endspiel um den SHFV-Pokal 2024/25, verloren dieses aber gegen den VfB Lübeck mit 1:2.

## Persönlichkeiten
- Andrea Bargel
- Jonas Behounek
- Jin-Sook Cords
- Björn Dreyer
- Andreas Jeschke
- Stephan Vujcic
- Aaron Ziercke